# Muricopsis
Muricopsis é um género de gastrópode  da família Muricidae.
Este género contém as seguintes espécies:
- Muricopsis mariangelae
- Muricopsis matildae
- Muricopsis principensis